# Virginia Satir
Virginia Satir (26. juni 1916 – 10. september 1988) var en amerikansk forfatter og psykoterapeut, der især er kendt for sin tilgang til familieterapi. Hendes mest kendte bøger er Conjoint Family Therapy (1964), Peoplemaking (1972) og New Peoplemaking (1988). 
Hun er også kendt for at skabe "Virginia Satir – Change Process Model" (forandringsprocesmodel), som blev udviklet gennem kliniske studier. Forandringsledelse og organisatoriske guruer i 1990'erne og 2000'erne har anvendt denne model til at definere, hvordan ændringer påvirker organisationer.